# Metro Boomin

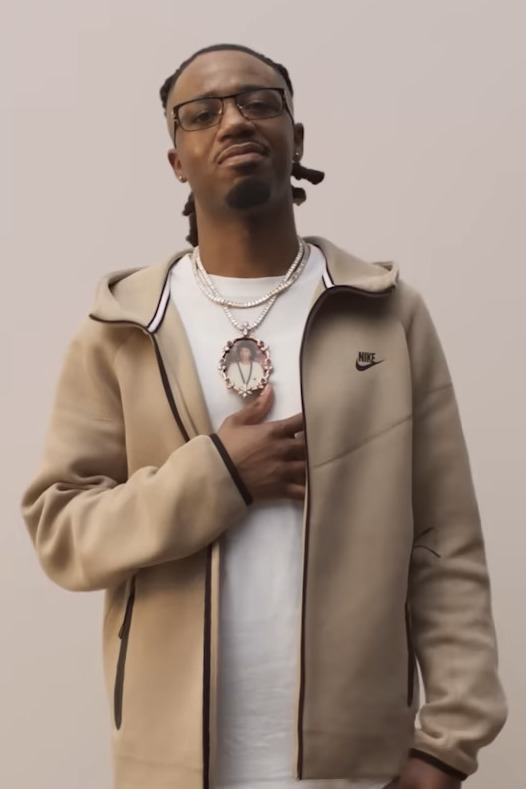
Metro Boomin, 2023

Metro Boomin (* 16. September 1993 in St. Louis, Missouri; bürgerlich Leland Tyler Wayne), auch Young Metro, Metro Beatz, Lil Metro oder Metro, ist ein US-amerikanischer Musikproduzent, DJ und Songwriter.

## Leben
Leland Tyler Wayne wurde am 16. September 1993 in St. Louis, Missouri geboren, wo er auf die Parkway North High School ging. Er hat vier Geschwister. Nachdem er in der Highschool-Band Bassgitarre gespielt hatte, entschied er sich in der 7. Klasse im Alter von 13 Jahren Beats zu produzieren. Der Gedanke kam auf, als seine Mutter ihm einen Laptop gekauft hatte und eine Kopie der Musikproduktionssoftware FL Studio (bis 2003 FruityLoops) erhielt. Zu dieser Zeit habe Metro Boomin bis zu fünf Beats pro Tag produziert. Anfänglich wollte er eigentlich rappen und produzierte Beats, um ein Instrumental zu haben, worüber er seine eingerappte Tonspur drüber legen kann. Durch seinen Karriereverlauf widmete er sich aber komplett der Produktion. Durch Social Media entwickelte er erste Kontakte zu etablierten Rappern.
2017 gründete er in Kooperation mit Republic Records sein eigenes Label Boominati Worldwide.

## Karriere
Während der Highschool fing er seine Karriere als Produzent an und kollaborierte mit diversen, etablierten Rappern aus Atlanta, wie Future, 21 Savage, Gucci Mane und Migos. Das Wirtschaftsmagazin Forbes bezeichnet Wayne als „easily one of the most in-demand hitmakers in the world“.
Erste Erfolge konnte Wayne 2014 mit Tuesday von ILoveMakonnen durch eine Platinauszeichnung sichern. 2015 folgte das Kollaboalbum What A Time To Be Alive, welches ebenfalls den Platinstatus erreicht hat, von Drake und Future, wo Wayne als Executive Producer fungierte. Seitdem hat er mehr als ein Dutzend Top 20-Hits innerhalb der amerikanischen Billboard-Charts veröffentlicht, wie beispielsweise Bad and Boujee von den Migos, Mask Off von Future, Bank Account von 21 Savage, Congratulations von Post Malone und vielen weiteren.
Ab 2016 veröffentlichte Metro Boomin Projekte mit 21 Savage (Savage Mode, Savage Mode II), Nav (Perfect Timing), Big Sean (Double Or Nothing) und Gucci Mane (DropTopWop). Sein Debütalbum Not All Heroes Wear Capes erschien Anfang November 2018 und debütierte auf Platz 1. der Billboard-Charts und wurde mit einer Platinschallplatte ausgezeichnet. Sein zweites Studioalbum mit dem Titel Heroes & Villains wurde am 2. Dezember 2022 veröffentlicht. Am 22. März 2024 veröffentlichte Metro Boomin gemeinsam mit Future das Album We Don’t Trust You.

## Diskografie
Studioalben

| Jahr | Titel Musiklabel                                                     | Höchstplatzierung, Gesamtwochen, AuszeichnungChartplatzierungen (Jahr, Titel, Musiklabel, Platzierungen, Wochen, Auszeichnungen, Anmerkungen) | Höchstplatzierung, Gesamtwochen, AuszeichnungChartplatzierungen (Jahr, Titel, Musiklabel, Platzierungen, Wochen, Auszeichnungen, Anmerkungen) | Höchstplatzierung, Gesamtwochen, AuszeichnungChartplatzierungen (Jahr, Titel, Musiklabel, Platzierungen, Wochen, Auszeichnungen, Anmerkungen) | Höchstplatzierung, Gesamtwochen, AuszeichnungChartplatzierungen (Jahr, Titel, Musiklabel, Platzierungen, Wochen, Auszeichnungen, Anmerkungen) | Höchstplatzierung, Gesamtwochen, AuszeichnungChartplatzierungen (Jahr, Titel, Musiklabel, Platzierungen, Wochen, Auszeichnungen, Anmerkungen) | Anmerkungen                                                                          |
| Jahr | Titel Musiklabel                                                     | DE | AT | CH | UK | US | Anmerkungen                                                                          |
| ---- | -------------------------------------------------------------------- | --- | --- | --- | --- | --- | ------------------------------------------------------------------------------------ |
| 2017 | Without Warning Slaughter Gang (SME)                                 | — | — | — | UK41 Silber · (3 Wo.)UK | US4 (66 Wo.)US | Erstveröffentlichung: 31. Oktober 2017 Verkäufe: + 105.000; mit 21 Savage und Offset |
| 2017 | Double or Nothing G.O.O.D Music (UMG)                                | — | — | — | UK96 (1 Wo.)UK | US6 (15 Wo.)US | Erstveröffentlichung: 8. Dezember 2017 mit Big Sean                                  |
| 2018 | Not All Heroes Wear Capes Metro Boomin Want Some More (UMG)          | DE59 (1 Wo.)DE | AT30 (1 Wo.)AT | CH26 (2 Wo.)CH | UK16 Gold · (4 Wo.)UK | US1 Platin · (61 Wo.)US | Erstveröffentlichung: 2. November 2018 Verkäufe: + 1.415.000                         |
| 2020 | Savage Mode II Slaughter Boomin / Epic Records                       | DE29 (2 Wo.)DE | AT11 (2 Wo.)AT | CH12 (3 Wo.)CH | UK10 Gold · (3 Wo.)UK | US1 Gold · (166 Wo.)US | Erstveröffentlichung: 2. Oktober 2020 Verkäufe: + 835.000; mit 21 Savage             |
| 2022 | Heroes & Villains Boominati Worldwide / Republic Records (UMG)       | DE11 Gold · (113 Wo.)DE | AT3 (114 Wo.)AT | CH1 (… Wo.)CH | UK3 Gold · (70 Wo.)UK | US1 Platin · (… Wo.)US | Erstveröffentlichung: 2. Dezember 2022 Verkäufe: + 1.658.500                         |
| 2024 | We Don’t Trust You Epic Records (SME) / Republic Records (UMG)       | DE5 (25 Wo.)DE | AT2 (14 Wo.)AT | CH1 (21 Wo.)CH | UK2 Silber · (8 Wo.)UK | US1 Platin · (… Wo.)US | Erstveröffentlichung: 22. März 2024 Verkäufe: + 1.169.500; mit Future                |
| 2024 | We Still Don’t Trust You Epic Records (SME) / Republic Records (UMG) | DE9 (2 Wo.)DE | AT5 (3 Wo.)AT | CH3 (4 Wo.)CH | UK11 (3 Wo.)UK | US1 (27 Wo.)US | Erstveröffentlichung: 12. April 2024 mit Future                                      |